# بيتر فانغ جيانبينغ
بيتر فانغ جيانبينغ هو سياسي صيني، ولد في 1969 في Guye, Tangshan ‏ في الصين. انتخب أسقف كاثوليكي وانتخب عضو مجلس الشعب الصيني ‏ خلال فترته النيابية ‏.